# صومعة عليا
صومعة عليا هي قرية في مقاطعة ميانة، إيران. عدد سكان هذه القرية هو 3,014 في سنة 2006.